# José Macedonio Urquidi
Historiador, profesor, periodista, escritor, poeta, abogado, Munícipe, Presidente de la sociedad Geográfica y de Historia en Bolivia, catedrático de la Universidad Mayor de San Simón.
Nació en Cochabamba el 18 de noviembre de 1881 y falleció en 1978; sus padres fueron Don Pedro Urquidi Arias y Doña Delfina Gómez Palomo.
Estudió Derecho en la Universidad Mayor de San Simón de Cochabamba Bolivia, titulándose como abogado en 1913.
Fue un hombre público de relevante trayectoria y su vocación en la escritura se manifestó desde muy temprano, fue también historiador de renombre, ya que dedicó gran parte de su existencia a la investigación histórica de Bolivia, por ende dejó obras escritas como:
Historia de Bolivia, Hombres de tiempo Heroico, Los orígenes de la villa de Oropeza.
Dentro del campo del periodismo, fue redactor de El Comercio, El Ferrocarril, El Heraldo, La Tarde y La República, así como editor en jefe de La Patria. Redactor y colaborador también de periódicos y revistas en Nueva York, Argentina y Cuba.
Ejerció la docencia y fue catedrático de Derecho Público, Sociología y Derecho Internacional; miembro del Congreso de Facultades de Derecho y decano honorario vitalicio de la Universidad Mayor de San Simón. Asimismo, tuvo numerosos cargos públicos y se desempeñó como munícipe y asesor jurídico de la Delegación de Plenipotenciarios de Bolivia a la VIII Conferencia Panamericana, entre muchas otras funciones públicas, 

En vida fue declarado Hijo predilecto de Cochabamba, Maestro de la Juventud habiendo obtenido entre otras, la medalla al mérito del ministerio de educación, la medalla de oro al mérito de la Universidad de San Simón y el Cóndor de los Andes por la importante contribución a la cultura Nacional de Bolivia.